# 第十一代德比伯爵爱德华·斯坦利

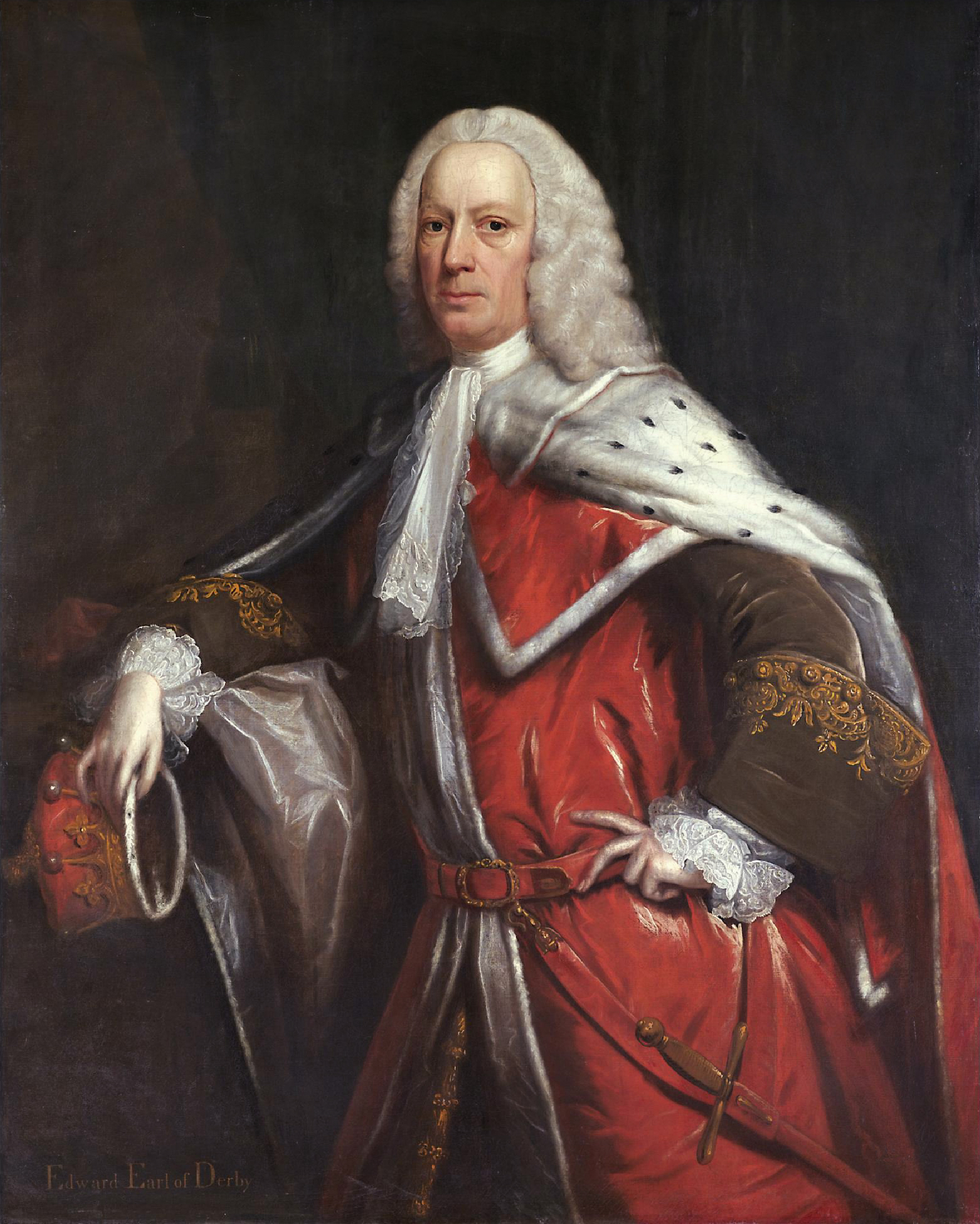
爱德华·斯坦利，第十一代德比伯爵

斯坦利的纹章

第十一代德比伯爵爱德华·斯坦利（英語：Edward Stanley, 11th Earl of Derby，1689年9月27日—1776年2月22日）。他是一位英国贵族和政治家。
爱德华是第四代男爵托马斯·斯坦利爵士和普雷斯顿的伊丽莎白·帕滕的儿子。他于1714年继承了父亲的爵位。斯坦利家族的这个分支，被称为“比克斯塔夫的斯坦利家族”，是第二代德比伯爵托马斯·斯坦利的弟弟詹姆斯·斯坦利爵士的后裔。
1723年，爱德华被任命为兰开夏郡高级警长。1727年，他代表兰开夏郡进入下议院。1736年，他接替他的远房亲戚第十代德比伯爵詹姆斯·斯坦利（James Stanley），成为新一代德比伯爵，并在上议院中占据一席之地。他后来于1741年至1757年和1771年至1776年担任兰开夏郡督察。
1745年9月，政府军在普雷斯顿潘斯战役中被雅各派叛军击败后，爱德华作为督察受命加入兰开夏郡民兵组织。这些民兵团已经有30年没有被召集训练了，爱德华和他的副手们争先恐后地筹集资金并寻找可以训练部队的军官。爱德华于10月25日被任命为上校，到11月5日，他已经组建了一个由8个连组成的团。该团守卫着利物浦。然而雅各布派则穿过兰开夏郡直接前往德比，爱德华麾下的其中一个独立连在雅各布叛军随后的撤退中对其进行了骚扰。该团于1746年1月危机过去后复员。 
爱德华于1714年与罗伯特·赫斯基斯的女儿伊丽莎白·赫斯基斯结婚。他于1776年2月去世，享年86岁。由于他的儿子詹姆斯·史密斯·斯坦利、斯特兰奇勋爵早年去世，他的爵位由他的孙子爱德华继承。他的女儿夏洛特·斯坦利夫人嫁给了约翰·伯戈因将军。他的曾孙第十四代德比伯爵愛德華·史密斯-斯坦利，曾三度出任英国首相。 

## 引用
1. 1 2  Burke's, 'Derby'.
2. ↑  Williamson & Whalley, pp. 31–84.